# Alegeri prezidențiale în Ucraina, 2014
Alegerile prezidențiale din Ucraina din 2014 au avut loc pe 25 mai 2014. Inițial, acestea au fost programate să aibă loc pe data de 26 februarie 2015, dar s-au transferat ca urmare a revoluției ucrainene din 2014.

## Cronologie
În conformitate cu Constituția Ucrainei, alegerile prezidențiale în Ucraina trebuiau să aibă loc pe 29 martie 2015.
La 21 februarie 2014, după trei luni de proteste, guvernul și opoziția prin medierea politicienilor străini au semnat un acord pentru rezolvarea crizei politice. Cele mai importante puncte ale acestui acord au fost readucerea în vigoare a Constituției Ucrainei din 1994 și organizarea de alegeri anticipate imediat după adoptarea noii Constituția Ucrainene, dar nu mai târziu de luna decembrie a anului 2014. A doua zi însă, Viktor Ianukovici a dispărut din Kiev cu o destinație necunoscută, iar Parlamentul a demis președintele în conformitate cu noua constituție, motivând că Președintele Ucrainei s-a retras într-un mod neconstituțional de la exercitarea competențelor constituționale și că nu își îndeplinește îndatoririle sale, stabilind data alegerilor prezidențiale la 25 mai 2014.
În 25 februarie a fost dat startul oficial al campaniei electorale. Pentru efectuarea alegerilor Rada a alocat 1 miliard 965 milioane de grivne.
În lunile ce au urmat, în unele regiuni ale țării cu majoritate sau cu minoritate semnificativă rusă, au apărut diverse tulburări soldate cu declarații separatiste și cu anexarea de către Rusia a Crimeei.

## Candidați
21 de candidați au luat parte la alegeri; 7 dintre ei fiind înainteți de partide politice, 15 s-au auto-nominalizat. Un total de 18 candidați au participat la cursa pentru alegeri prezidențiale în Ucraina, 2010. Înainte de 7 aprilie 2014, patru membri ai Partidului Regiunilor s-au înscris în cursa pentru prezidențiale, dar pe 7 aprilie 2014 consiliul politic al partidului a exclus din partid candidații Serhii Tihipko, Oleh Țarov și Iuri Boiko. Pe 29 martie, la congresul Partidului Regiunilor s-a luat decizia de a-l înainta pe Mihailo Dobkin ca candidat la prezidențiale.
Candidații au avut dreptul de a se nominaliza ei însăși la Comisia Electorală Centrală a Ucrainei între 25 februarie 2014 și 30 martie 2014. Ultima zi de înregistrare a candidaturilor a fost 4 aprilie 2014.

### Candidați înregistrați
- Olha Bogomoleț (independent)[6] (susținută de Partidul Socialist din Ucraina)[12]
- Iuri Boiko (auto-nominalizat)[6]
- Mihailo Dobkin (Partidul Regiunilor)[6]
- Andrii Hrinenko (independent)[6]
- Anatolii Hritsenko (”Poziția Civilă”)[13]
- Valerii Konovaliuk (independent)[6]
- Vasil Kuibida (Mișcarea Populară din Ucraina)[6]
- Renat Kuzmin (independent)[6]
- Oleh Liașko (Radical Party)[6]
- Mikola Malomuj (independent)[6]
- Petro Poroșenko (independent)[6] (supported by UDAR)
- Vadim Rabinovici (independent)[6]
- Volodimir Saranov (independent)[6]
- Serhii Tihipko (auto-nominalizat)[6]
- Oleh Tiahnibok (partidul ”Svoboda”)[6]
- Iulia Tymoshenko (Batkivșcina)[6]
- Dmitro Iaroș (Sectorul de dreapta, auto-nominalizat)[6]

### Candidați retrași

#### Înainte de data limită
- Natalia Korolevska (independent), s-a retras din cursă pe 1 mai.[14]
- Oleg Țarov (auto-nominalizat), s-a retras din cursă pe 29 aprilie.[15]

#### După data limită
- Oleksandr Klimenko (Partidul Popular Ucrainean), s-a retras din cursă pe 17 mai în favoarea lui Petro Poroșenko.[16]
- Zorian Șkiriak (independent), s-a retras din cursă pe 10 mai.[17]
- Petro Simonenko (Partidul Comunist din Ucraina), s-a retras din cursă pe 16 mai.[18][19]
- Vasil Țușko (independent), s-a retras din cursă pe 22 mai.[20]

Comisia Electorală Centrală a Ucrainei nu a putut să elimine din listă numele candidaților retrași din cursă după data limită de 1 mai 2014.

### Candidați respinși
Comisia Electorală Centrală a Ucrainei a respins candidaturile lui O. Burnașova, V. Marinîci, A. Mahlai, A. Kuceriavenko, V. Ciopei, L. Rojnova, L. Maksimenko, D. Miroșnicenko, P. Rekal, T. Onopriuk, și Z. Abbasov. Pe 3 aprilie 2014 CEC a respins alți trei candidați: Darth Vader, Evhen Terehov și Iuri Ivanițki.
Pe 29 martie 2014, Vitali Kliciko (UDAR) și-a declarat susținerea pentru Petro Poroșenko, și a anunșat că va participa la alegerile pentru Primar al orașului Kiev, în cadrul alegerilor locale care au avut loc concomitent cu alegerile prezidențiale.

## Rezultate

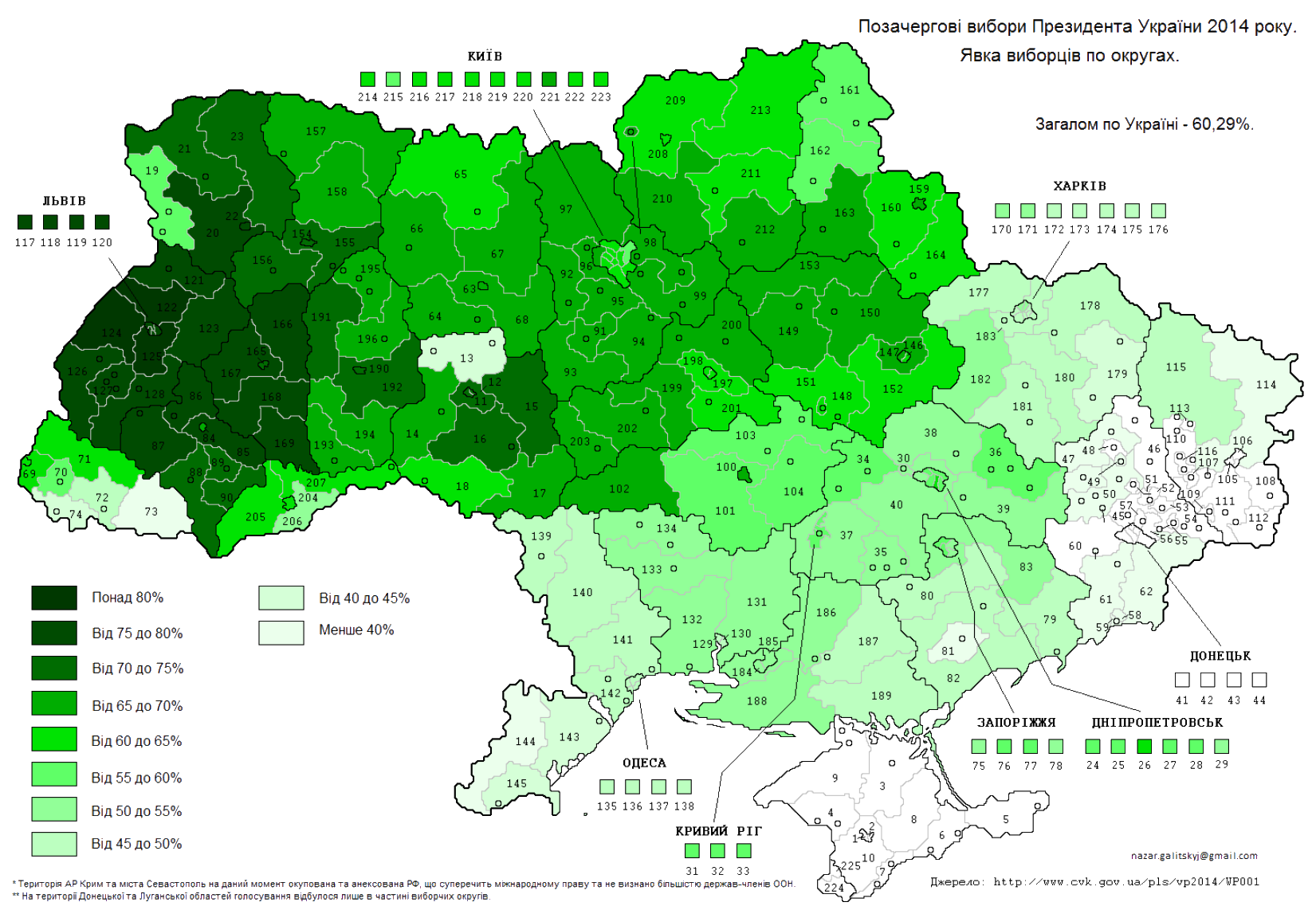
Prezența la urne pe regiuni

Petro Poroșenko a câștigat alegerile cu 54,7% din voturi. Cel mai aproapiat concurent a fost Iulia Timoșenko, care a obținut 12,81% din voturi. Comisia Electorală Centrală a Ucrainei a reportat o prezență la urne de peste 60%, excluzând acele regiuni care nu sunt sub control guvernamental. În regiunea Donbas a Ucrainei doar 20% din secțiile de vot au fost deschise din cauza tulburărilor și violențelor cauzate de mișcarea separatistă est-ucraineană. Of the 2,430 planned ballot stations (in Donbass) only 426 remained open for polling.
Exit poll-urile au prezis victoria lui Poroșenko în scrutin cu peste 55,9% din voturi.
| Candidat            | Candidat            | Partid                        | Voturi                           | %                      |
| ------------------- | ------------------- | ----------------------------- | -------------------------------- | ---------------------- |
|                     | Petro Poroșenko     | Independent                   | 9,857,308                        | 54.70                  |
|                     | Iulia Timoșenko     | Batkivșcina                   | 2,310,130                        | 12.82                  |
|                     | Oleh Liașko         | Partidul Radical              | 1,500,377                        | 8.32                   |
|                     | Anatoli Hrițenko    | Poziția Civilă                | 989,029                          | 5.48                   |
|                     | Serhii Tihipko      | Independent                   | 943,350                          | 5.23                   |
|                     | Mihailo Dobkin      | Partidul Regiunilor           | 546,138                          | 3.03                   |
|                     | Vadim Rabinovici    | Independent                   | 406,301                          | 2.25                   |
|                     | Olga Bogomoleț      | Independent                   | 345,384                          | 1.91                   |
|                     | Petro Simonenko     | Partidul Comunist din Ucraina | 272,723                          | 1.51                   |
|                     | Oleh Tiahnibok      | "Svoboda"                     | 210,476                          | 1.16                   |
|                     | Dmitro Iaroș        | Sectorul de dreapta           | 127,772                          | 0.70                   |
|                     | Andrii Hrinenko     | Independent                   | 73,277                           | 0.40                   |
|                     | Valerii Konovaliuk  | Independent                   | 69,569                           | 0.38                   |
|                     | Iuri Boiko          | Independent                   | 35,928                           | 0.19                   |
|                     | Mikola Malomuj      | Independent                   | 23,771                           | 0.13                   |
|                     | Renat Kuzmin        | Independent                   | 18,689                           | 0.10                   |
|                     | Vasil Kuibida       | Mișcarea Populară din Ucraina | 12,391                           | 0.06                   |
|                     | Oleksandr Klimenko  | Partidul Popular din Ucraina  | 10,545                           | 0.05                   |
|                     | Vasil Țușco         | Independent                   | 10,434                           | 0.05                   |
|                     | Volodimir Saranov   | Independent                   | 6,232                            | 0.03                   |
|                     | Zorian Șkiriak      | Independent                   | 5,021                            | 0.02                   |
| Invalid/voturi nule | Invalid/voturi nule | Invalid/voturi nule           | 244,659                          | 1.35                   |
| Total               | Total               | Total                         | 18,019,504                       | 100                    |
| Voturi validate     | Voturi validate     | Voturi validate               | 29,625,200 (fără FED) 30,099,246 | 60.19 (fără FED) 59,48 |
| Sursa: CEC          |                     |                               |                                  |                        |

## Vezi și
- Lista Președinților Ucrainei